# Paradoxe de Leontief
Le paradoxe de Leontief est un paradoxe économique qui émerge lorsqu'un pays fortement doté en capital financier exporte des biens qui ont un ratio capital/travail plus faible que ses importations, c'est-à-dire lorsqu'il exporte des biens intensifs en travail et non en capital.

## Histoire

### Découverte du paradoxe
Ce paradoxe a été remarqué par l'économiste Wassily Leontief en 1953. Il l'annonce au cours d'un colloque à Philadelphie, puis le résume dans un article quelques mois plus tard. Celui-ci effectue une étude économétrique visant à vérifier empiriquement le modèle Heckscher-Ohlin-Samuelson, selon lequel les pays exportent les biens produits à partir des ressources dont le pays est le plus fortement dotés.
Il passe au crible cinquante industries des États-Unis et estime le capital nécessaire pour produire un équivalent d'un million de dollars d'exportations et d'importations en 1947. Il obtient les chiffres suivants :
|              | Capital nécessaire | Travail nécessaire |
| Exportations | aKx = 2,550780     | aLx = 182 313 vies |
| Importations | aKm = 3,091339     | aLm = 170 114 vies |

Cela signifie que le capital nécessaire pour les exportations (kx) est égal à aKx/aLx = 14 300 $, tandis que le capital nécessaire pour les importations (km) est de aKm/aLm = 18 200 $. Autrement dit, les États-Unis, le pays qui dispose du rapport le plus élevé de capital par travailleur, exporte des produits qui demandent plus de main-d'œuvre que les produits qu'il importe. Cela entre en contradiction avec le modèle H.-O.-S.

### Mesures postérieures
- En 1956, Leontief effectue la même analyse en se basant sur la balance commerciale américaine de 1951. Il agrège les industries du pays en 192 industries, et trouve un résultat similaire : les importations américaines sont 6 % plus intensives en capital (km = 1.06 kx) que les exportations du même pays.
- En 1971, Robert Baldwin démontra en se basant sur les statistiques de l'année 1962 que les importations des États-Unis exigeaient 27 % plus de capitaux que ses exports. Baldwin se sert, pour son observation économétrique, d'une mesure semblable à celle de Leontief[3].
- En 1980, Edward Leamer remit en question les méthodes originales de Leontief pour des raisons du taux réel de change, mais reconnut que le paradoxe américain persistait néanmoins dans les données dans les années qui ont suivi la découverte de Leontief en 1947[4].
- En 1999, une analyse de la littérature menée par Elhanan Helpman conclut que le paradoxe demeure. Elle montre cependant que différentes études sur le commerce international non-américain étaient conformes au modèle H.-O.-S.
- En 2005 Kwok et Yu se servirent de nouvelles méthodes pour poser le principe d'un moindre ou même inexistant paradoxe en ce qui est des États-Unis, quoiqu'on puisse encore trouver ce paradoxe parmi d'autres pays développés[5].

## Réponses au paradoxe

### La main d'œuvre comme partie intégrante du capital
Beaucoup d'économistes considèrent que le paradoxe de Leontief sape la validité du modèle H.-O.-S. qui prédisait que le commerce international se conformerait à la théorie de l'avantage comparatif. Certains rejetèrent le théorème  H.-O.-S. en faveur du modèle concurrent, ricardien, selon lequel les différences technologiques déterminent l'avantage comparatif qu'ont les nations à exporter et importer. Ces économistes suggérèrent que les États-Unis possèdent un avantage comparatif en ressources travail, car le pays dispose d'une main-d'œuvre très qualifiée, plus encore qu'il ne dispose de capitaux.
Selon ce point de vue, qui inclut le capital travail dans la notion de capital, les travailleurs qualifiés sont une ressource capitalistique. Cette définition permet de voir les exportations des États-Unis comme intensives en capitaux humains.

### L'hypothèse de Linder et la nouvelle théorie du commerce international
Certaines explications du paradoxe écartent l'avantage comparatif comme déterminant dans le commerce international. Par exemple, selon l'hypothèse de Linder la demande jouerait un rôle plus important que l'avantage comparatif - l'hypothèse étant que les pays qui partagent des demandes semblables auraient plus souvent l'occasion de faire du commerce. Ainsi l'Allemagne et les États-Unis sont tous les deux des pays développés avec chacun une demande importante d'automobiles, et ont donc pu faire croître tous les deux d'importantes industries automotrices. Plutôt qu'un seul pays qui domine l'industrie avec un avantage comparatif, les deux pays se vendent entre eux des genres et marques différentes d'automobiles. De façon semblable, la nouvelle théorie du commerce international (New Trade Theory) postule que les avantages comparatifs peuvent se développer  par la variation des facteurs, par exemple en retours industriels croissants à échelle.